# Peickwitz

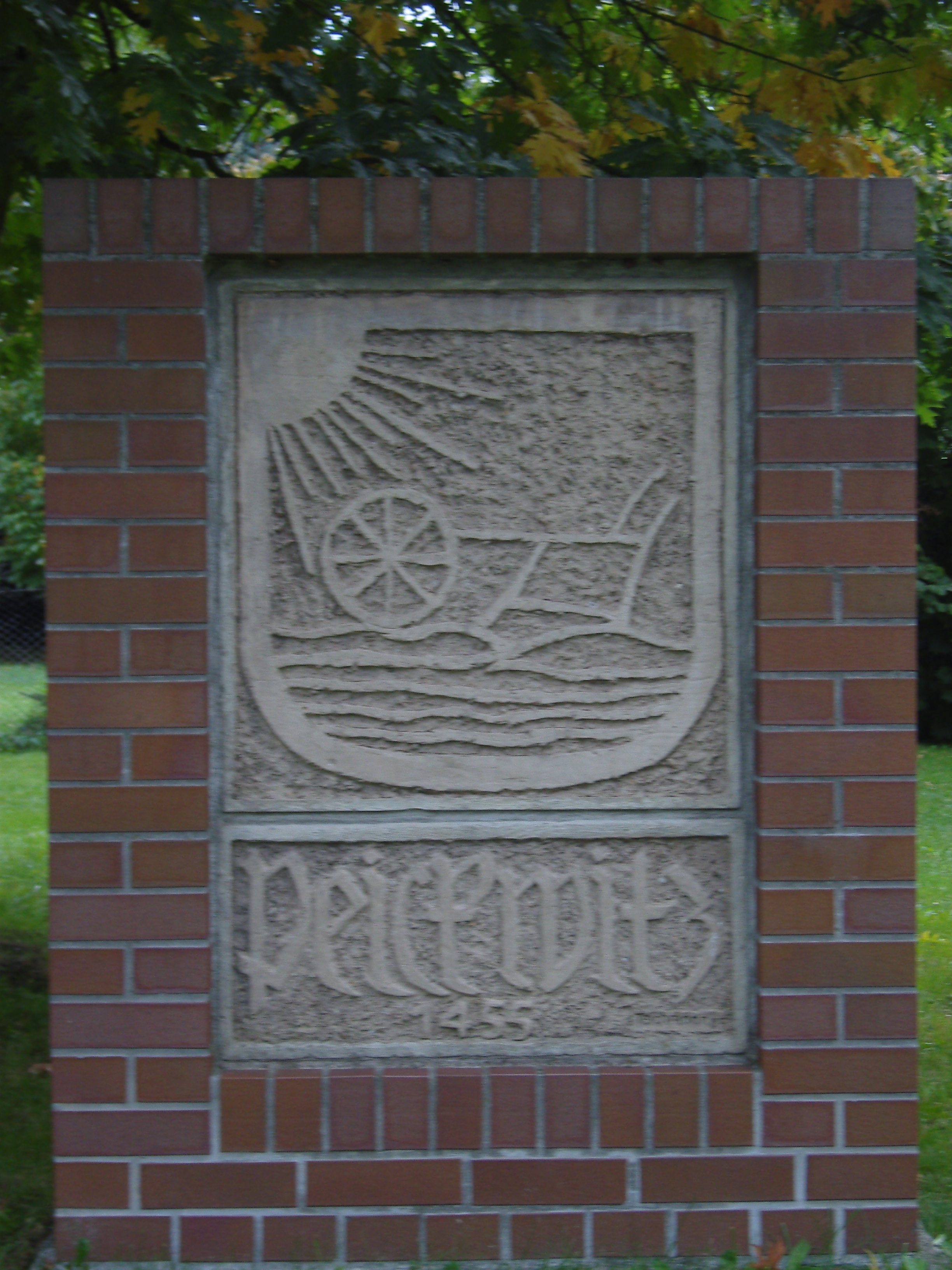
Wappen

Peickwitz, niedersorbisch Tśikojce, obersorbisch Čikecy, in der nördlichen Oberlausitz ist ein Ortsteil der brandenburgischen Kreisstadt Senftenberg im Landkreis Oberspreewald-Lausitz.

## Geographie
Der südwestlichste Ortsteil Senftenbergs liegt südlich des Senftenberger Sees. Benachbarte Ortsteile sind Niemtsch im Norden und Hosena im Südosten. Im Südwesten liegt Schwarzbach (Lausitz) und im Nordwesten dessen Ortsteil Biehlen.
Südlich verläuft die Bahnstrecke Węgliniec–Roßlau und östlich die Bahnstrecke Lübbenau–Kamenz, die sich beide im südöstlich gelegenen Bahnhof Hosena treffen.

## Geschichte

### Deutung und Entwicklung des Ortsnamens
Peickwitz wurde 1455 erstmals als Pykicz erwähnt. 1529 wurde die Siedlung unter dem Namen Peikwitzsch genannt. 1604 wurde der Name Peuckwitz verwendet.

### Gründungslegende
Ursprünglich soll das Dorf an anderer Stelle angelegt worden sein. Einer Sage nach lockte das Kikeriki eines Hahns die Bewohner zur heutigen Ortslage.

### Chronik

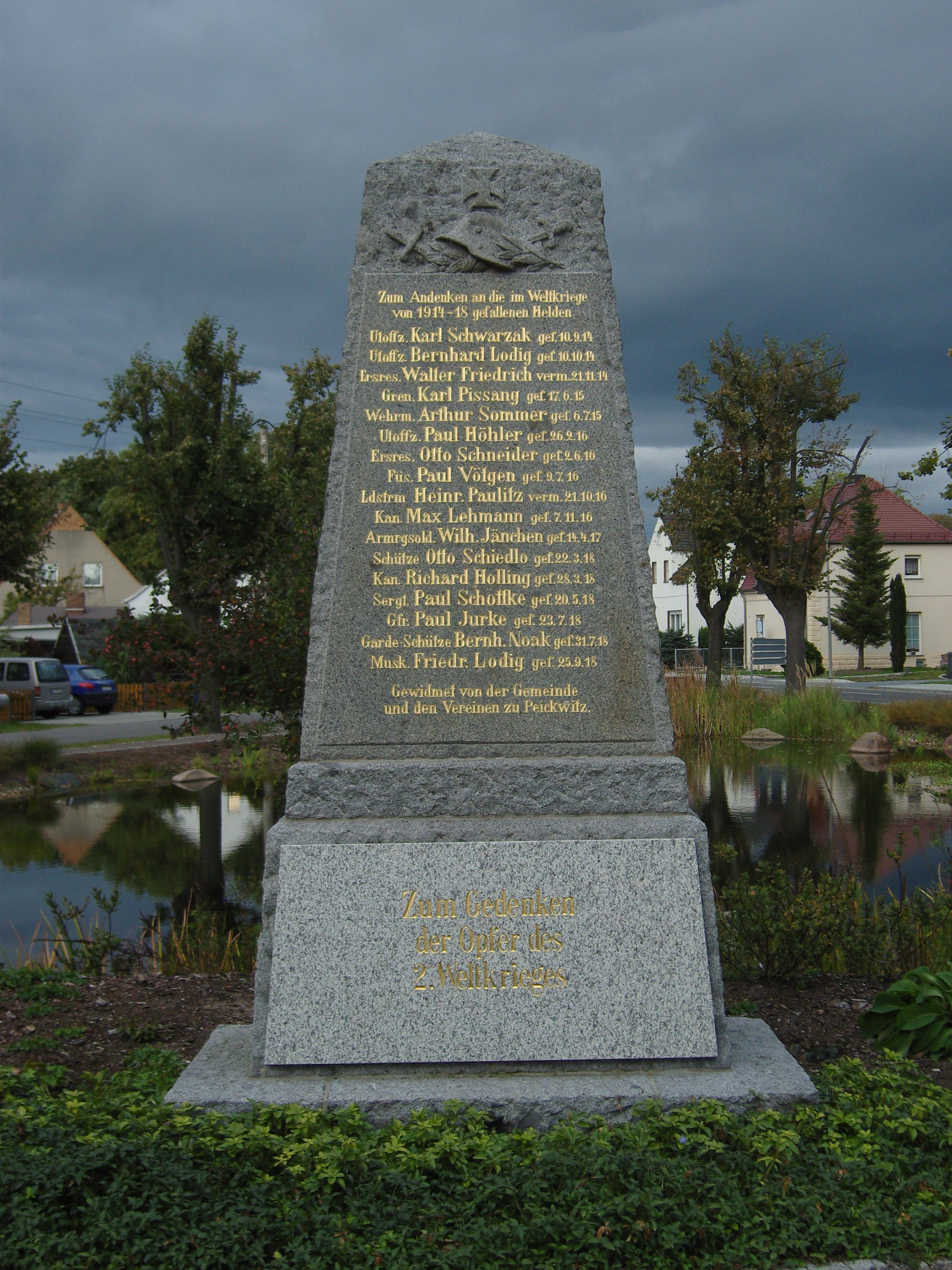
Kriegerdenkmal

Peickwitz wurde im Jahr 1455 erstmals im königlichen Lehensbrief der Herrschaft Ruhland erwähnt. Das Dorf war als Straßenangerdorf angelegt und wie die meisten Orte in der Gegend mehrheitlich von Sorben bewohnt. Von 1622 bis zum Ende des 19. Jahrhunderts war Peickwitz ein Vorwerk des Rittergutes zu Hohenbocka. Noch 1884/85 war die Hälfte der Bevölkerung sorbisch.
Mit der beginnenden Industrialisierung durch den Abbau von Glassand in Hosena und Hohenbocka, die Glashütte und den Tagebau veränderten sich auch die Lebensbedingungen. Neben der Landwirtschaft trat die Industriearbeit als Erwerbsquelle in den Vordergrund. Zu DDR-Zeiten gab es in Peickwitz die größte Milchproduktionsanlage des Kreises Senftenberg.
Von 1992 bis Ende 2001 gehörte Peickwitz zum Amt Am Senftenberger See. Am 31. Dezember 2001 wurde Peickwitz nach Senftenberg eingemeindet.
Das Peickwitzer Wappen stellt einen Schiebock (eine Holzkarre) auf einem Acker dar. Darüber befindet sich in der linken Ecke die Sonne.

### Einwohnerentwicklung
| Einwohnerentwicklung in Peickwitz von 1875 bis 2000 | Einwohnerentwicklung in Peickwitz von 1875 bis 2000 | Einwohnerentwicklung in Peickwitz von 1875 bis 2000 | Einwohnerentwicklung in Peickwitz von 1875 bis 2000 | Einwohnerentwicklung in Peickwitz von 1875 bis 2000 | Einwohnerentwicklung in Peickwitz von 1875 bis 2000 | Einwohnerentwicklung in Peickwitz von 1875 bis 2000 | Einwohnerentwicklung in Peickwitz von 1875 bis 2000 | Einwohnerentwicklung in Peickwitz von 1875 bis 2000 | Einwohnerentwicklung in Peickwitz von 1875 bis 2000 | Einwohnerentwicklung in Peickwitz von 1875 bis 2000 | Einwohnerentwicklung in Peickwitz von 1875 bis 2000 | Einwohnerentwicklung in Peickwitz von 1875 bis 2000 | Einwohnerentwicklung in Peickwitz von 1875 bis 2000 |
| Jahr                                                | Einwohner                                           | Jahr                                                | Einwohner                                           | Jahr                                                | Einwohner                                           | Jahr                                                | Einwohner                                           | Jahr                                                | Einwohner                                           | Jahr                                                | Einwohner                                           | Jahr                                                | Einwohner                                           |
| --------------------------------------------------- | --------------------------------------------------- | --------------------------------------------------- | --------------------------------------------------- | --------------------------------------------------- | --------------------------------------------------- | --------------------------------------------------- | --------------------------------------------------- | --------------------------------------------------- | --------------------------------------------------- | --------------------------------------------------- | --------------------------------------------------- | --------------------------------------------------- | --------------------------------------------------- |
| 1875                                                | 250                                                 | 1933                                                | 692                                                 | 1964                                                | 729                                                 | 1989                                                | 442                                                 | 1993                                                | 405                                                 | 1997                                                | 426                                                 |                                                     |                                                     |
| 1890                                                | 270                                                 | 1939                                                | 741                                                 | 1971                                                | 393                                                 | 1990                                                | 417                                                 | 1994                                                | 413                                                 | 1998                                                | 419                                                 |                                                     |                                                     |
| 1910                                                | 400                                                 | 1946                                                | 752                                                 | 1981                                                | 426                                                 | 1991                                                | 395                                                 | 1995                                                | 422                                                 | 1999                                                | 426                                                 |                                                     |                                                     |
| 1925                                                | 560                                                 | 1950                                                | 849                                                 | 1985                                                | 429                                                 | 1992                                                | 392                                                 | 1996                                                | 423                                                 | 2000                                                | 415                                                 | 2014                                                | 522                                                 |

## Wirtschaft
Der in Peickwitz ansässige Landwirtschaftsbetrieb Domin ist ein Betrieb der Agroforstwirtschaft, die sich mit regenerativen Anbau- und Arbeitsweisen befasst. Auf der Grünen Woche wurde am 19. Januar 2024 der Betrieb mit dem „Innovationspreis Moderne Landwirtschaft 2023“ in der Sonderkategorie „Regenerative Landwirtschaft“ ausgezeichnet.

## Sehenswürdigkeiten

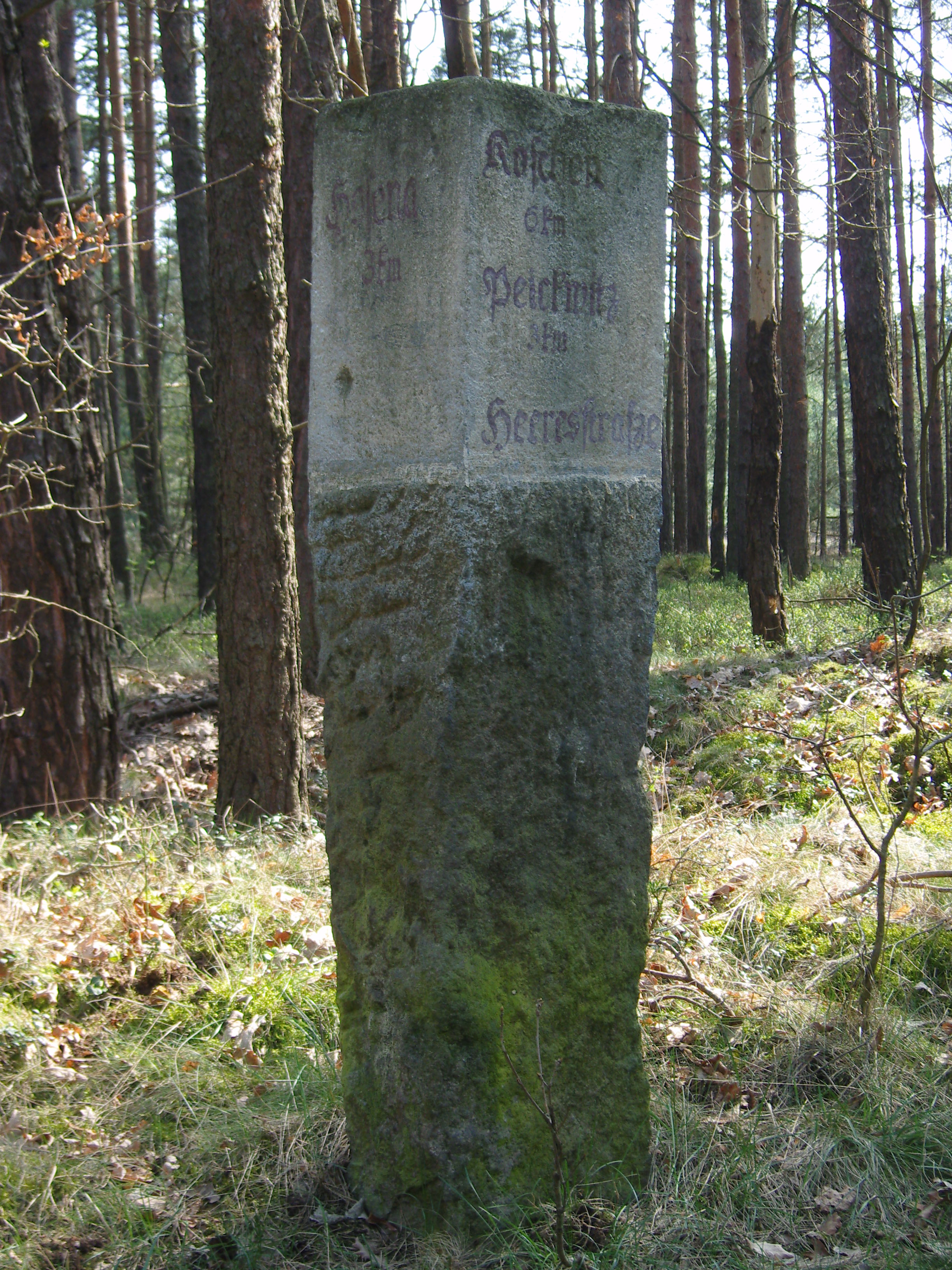
Wegweiser

An der alten Straße Peickwitz–Senftenberg–Niemtsch befindet sich ein steinerner Wegweiser, er gehört zu den Baudenkmalen in Senftenberg.
Auf dem Dorfanger befindet sich ein Kriegerdenkmal für die Gefallenen des Ersten Weltkrieges mit einer Ergänzungstafel für die Gefallenen des Zweiten Weltkriegs.